# Línea 7 (Urbanos de Alcalá de Henares)
La línea 7 de la red de autobuses urbanos de Alcalá de Henares une el Ensanche con Nueva Alcalá.

## Historia
En sus inicios, la línea 7 tenía el recorrido comprendido entre la Glorieta del Chorillo y el Barrio de Nuevo de Alcalá. Desde la Glorieta del Chorillo posteriormente fue ampliada al Barrio Marañón, y más tarde, hasta el Ensanche.
El 21 de febrero de 2019 absorbe la línea 4 al ser ampliada hasta el Cementerio Jardín. Solamente las expediciones que circulan entre las 9:00 y las 18:45 de los sábados, domingos y festivos llegan hasta el Cementerio. El resto de expediciones siguen acabando en Nueva Alcalá.

## Características
Esta línea une el Ensanche Norte de la ciudad con Nueva Alcalá. Algunas expediciones tienen como destino u origen el Cementerio Jardín.
La línea circula exclusivamente por el término municipal de Alcalá de Henares. Como bien se expresa en la numeración interna del CRTM, recibe el número 7005. El primer dígito corresponde a la línea, en este caso la línea 7. Y los últimos tres dígitos corresponden al municipio por el que circula, en este caso 005 corresponde al municipio de Alcalá de Henares.
La línea no mantiene los mismos horarios todo el año, desde el 16 al 31 de julio se reducen el número de expediciones los días laborables entre semana y festivos (sábados laborables tienen los mismos horarios todo el año) y se reducen aún más durante el mes de agosto (también solo los días laborables entre semana y festivos), además de los días excepcionales vísperas de festivo y festivos de Navidad en los que los horarios también cambian y se reducen.
Está operada por la empresa AlcalaBus (Monbus) mediante la concesión administrativa URCM-005 - Urbano de Alcalá de Henares (Urbanos Comunidad de Madrid) del Consorcio Regional de Transportes de Madrid.

## Horarios

### 1 septiembre - 15 julio
| Lunes a viernes laborables    |                               |                               |                               |                               |                               |                               |                               |                               |                               |                               |                               |                               |                               |                               |                               |                               |                               |                               |                               |                               |                               |                               |                               |                               |                               |                               |                               |                               |                               |                               |                               |                               |                               |                               |                               |                               |                               |                               |                               |
| Ensanche Norte > Nueva Alcalá | Ensanche Norte > Nueva Alcalá | Ensanche Norte > Nueva Alcalá | Ensanche Norte > Nueva Alcalá | Ensanche Norte > Nueva Alcalá | Ensanche Norte > Nueva Alcalá | Ensanche Norte > Nueva Alcalá | Ensanche Norte > Nueva Alcalá | Ensanche Norte > Nueva Alcalá | Ensanche Norte > Nueva Alcalá | Ensanche Norte > Nueva Alcalá | Ensanche Norte > Nueva Alcalá | Ensanche Norte > Nueva Alcalá | Ensanche Norte > Nueva Alcalá | Ensanche Norte > Nueva Alcalá | Ensanche Norte > Nueva Alcalá | Ensanche Norte > Nueva Alcalá | Ensanche Norte > Nueva Alcalá | Ensanche Norte > Nueva Alcalá | Ensanche Norte > Nueva Alcalá | Nueva Alcalá > Ensanche Norte | Nueva Alcalá > Ensanche Norte | Nueva Alcalá > Ensanche Norte | Nueva Alcalá > Ensanche Norte | Nueva Alcalá > Ensanche Norte | Nueva Alcalá > Ensanche Norte | Nueva Alcalá > Ensanche Norte | Nueva Alcalá > Ensanche Norte | Nueva Alcalá > Ensanche Norte | Nueva Alcalá > Ensanche Norte | Nueva Alcalá > Ensanche Norte | Nueva Alcalá > Ensanche Norte | Nueva Alcalá > Ensanche Norte | Nueva Alcalá > Ensanche Norte | Nueva Alcalá > Ensanche Norte | Nueva Alcalá > Ensanche Norte | Nueva Alcalá > Ensanche Norte | Nueva Alcalá > Ensanche Norte | Nueva Alcalá > Ensanche Norte | Nueva Alcalá > Ensanche Norte |
| 05                            | 06                            | 07                            | 08                            | 09                            | 10                            | 11                            | 12                            | 13                            | 14                            | 15                            | 16                            | 17                            | 18                            | 19                            | 20                            | 21                            | 22                            | 23                            | 00                            | 05                            | 06                            | 07                            | 08                            | 09                            | 10                            | 11                            | 12                            | 13                            | 14                            | 15                            | 16                            | 17                            | 18                            | 19                            | 20                            | 21                            | 22                            | 23                            | 00                            |
| 50                            | 30                            | 00 15 30 45                   | 00 15 30 45                   | 00 15 30 45                   | 00 15 30 45                   | 00 15 30 45                   | 00 15 30 45                   | 00 15 30 45                   | 00 15 30 45                   | 00 15 30 45                   | 00 15 30 45                   | 00 15 30 45                   | 00 15 30 45                   | 00 15 30 45                   | 00 15 30 45                   | 00 15 30 45                   | 00 15 30 45                   | 00 15 30 45                   | 00                            | 55                            | 30                            | 00 15 30 45                   | 00 15 30 45                   | 00 15 30 45                   | 00 15 30 45                   | 00 15 30 45                   | 00 15 30 45                   | 00 15 30 45                   | 00 15 30 45                   | 00 15 30 45                   | 00 15 30 45                   | 00 15 30 45                   | 00 15 30 45                   | 00 15 30 45                   | 00 15 30 45                   | 00 15 30 45                   | 00 15 30 45                   | 00 15 30                      | 00                            |
| Sábados laborables            |                               |                               |                               |                               |                               |                               |                               |                               |                               |                               |                               |                               |                               |                               |                               |                               |                               |                               |                               |                               |                               |                               |                               |                               |                               |                               |                               |                               |                               |                               |                               |                               |                               |                               |                               |                               |                               |                               |                               |
| Ensanche Norte > Nueva Alcalá | Ensanche Norte > Nueva Alcalá | Ensanche Norte > Nueva Alcalá | Ensanche Norte > Nueva Alcalá | Ensanche Norte > Nueva Alcalá | Ensanche Norte > Nueva Alcalá | Ensanche Norte > Nueva Alcalá | Ensanche Norte > Nueva Alcalá | Ensanche Norte > Nueva Alcalá | Ensanche Norte > Nueva Alcalá | Ensanche Norte > Nueva Alcalá | Ensanche Norte > Nueva Alcalá | Ensanche Norte > Nueva Alcalá | Ensanche Norte > Nueva Alcalá | Ensanche Norte > Nueva Alcalá | Ensanche Norte > Nueva Alcalá | Ensanche Norte > Nueva Alcalá | Ensanche Norte > Nueva Alcalá | Ensanche Norte > Nueva Alcalá | Ensanche Norte > Nueva Alcalá | Nueva Alcalá > Ensanche Norte | Nueva Alcalá > Ensanche Norte | Nueva Alcalá > Ensanche Norte | Nueva Alcalá > Ensanche Norte | Nueva Alcalá > Ensanche Norte | Nueva Alcalá > Ensanche Norte | Nueva Alcalá > Ensanche Norte | Nueva Alcalá > Ensanche Norte | Nueva Alcalá > Ensanche Norte | Nueva Alcalá > Ensanche Norte | Nueva Alcalá > Ensanche Norte | Nueva Alcalá > Ensanche Norte | Nueva Alcalá > Ensanche Norte | Nueva Alcalá > Ensanche Norte | Nueva Alcalá > Ensanche Norte | Nueva Alcalá > Ensanche Norte | Nueva Alcalá > Ensanche Norte | Nueva Alcalá > Ensanche Norte | Nueva Alcalá > Ensanche Norte | Nueva Alcalá > Ensanche Norte |
| 05                            | 06                            | 07                            | 08                            | 09                            | 10                            | 11                            | 12                            | 13                            | 14                            | 15                            | 16                            | 17                            | 18                            | 19                            | 20                            | 21                            | 22                            | 23                            | 00                            | 05                            | 06                            | 07                            | 08                            | 09                            | 10                            | 11                            | 12                            | 13                            | 14                            | 15                            | 16                            | 17                            | 18                            | 19                            | 20                            | 21                            | 22                            | 23                            | 00                            |
| 50                            | 30                            | 00 20 45                      | 15 45                         | 15 45                         | 15 45                         | 15 45                         | 15 45                         | 15 45                         | 15 45                         | 15 45                         | 15 45                         | 15 45                         | 15 45                         | 15 45                         | 15 45                         | 15 45                         | 15 45                         | 15                            | 00                            | 55                            | 30                            | 00 35                         | 00 30                         | 00 30                         | 00 30                         | 00 30                         | 00 30                         | 00 30                         | 00 30                         | 00 30                         | 00 30                         | 00 30                         | 00 30                         | 00 30                         | 00 30                         | 00 30                         | 00 30                         | 00 30                         | 00                            |
| Domingos y festivos           |                               |                               |                               |                               |                               |                               |                               |                               |                               |                               |                               |                               |                               |                               |                               |                               |                               |                               |                               |                               |                               |                               |                               |                               |                               |                               |                               |                               |                               |                               |                               |                               |                               |                               |                               |                               |                               |                               |                               |
| Ensanche Norte > Nueva Alcalá | Ensanche Norte > Nueva Alcalá | Ensanche Norte > Nueva Alcalá | Ensanche Norte > Nueva Alcalá | Ensanche Norte > Nueva Alcalá | Ensanche Norte > Nueva Alcalá | Ensanche Norte > Nueva Alcalá | Ensanche Norte > Nueva Alcalá | Ensanche Norte > Nueva Alcalá | Ensanche Norte > Nueva Alcalá | Ensanche Norte > Nueva Alcalá | Ensanche Norte > Nueva Alcalá | Ensanche Norte > Nueva Alcalá | Ensanche Norte > Nueva Alcalá | Ensanche Norte > Nueva Alcalá | Ensanche Norte > Nueva Alcalá | Ensanche Norte > Nueva Alcalá | Ensanche Norte > Nueva Alcalá | Ensanche Norte > Nueva Alcalá | Ensanche Norte > Nueva Alcalá | Nueva Alcalá > Ensanche Norte | Nueva Alcalá > Ensanche Norte | Nueva Alcalá > Ensanche Norte | Nueva Alcalá > Ensanche Norte | Nueva Alcalá > Ensanche Norte | Nueva Alcalá > Ensanche Norte | Nueva Alcalá > Ensanche Norte | Nueva Alcalá > Ensanche Norte | Nueva Alcalá > Ensanche Norte | Nueva Alcalá > Ensanche Norte | Nueva Alcalá > Ensanche Norte | Nueva Alcalá > Ensanche Norte | Nueva Alcalá > Ensanche Norte | Nueva Alcalá > Ensanche Norte | Nueva Alcalá > Ensanche Norte | Nueva Alcalá > Ensanche Norte | Nueva Alcalá > Ensanche Norte | Nueva Alcalá > Ensanche Norte | Nueva Alcalá > Ensanche Norte | Nueva Alcalá > Ensanche Norte |
| 05                            | 06                            | 07                            | 08                            | 09                            | 10                            | 11                            | 12                            | 13                            | 14                            | 15                            | 16                            | 17                            | 18                            | 19                            | 20                            | 21                            | 22                            | 23                            | 00                            | 05                            | 06                            | 07                            | 08                            | 09                            | 10                            | 11                            | 12                            | 13                            | 14                            | 15                            | 16                            | 17                            | 18                            | 19                            | 20                            | 21                            | 22                            | 23                            | 00                            |
|                               |                               | 00 20 45                      | 15 45                         | 15 45                         | 15 45                         | 15 45                         | 15 45                         | 15 45                         | 15 45                         | 15 45                         | 15 45                         | 15 45                         | 15 45                         | 15 45                         | 15 45                         | 15 45                         | 15 45                         |                               |                               | 55                            | 30                            | 00 35                         | 00 30                         | 00 30                         | 00 30                         | 00 30                         | 00 30                         | 00 30                         | 00 30                         | 00 30                         | 00 30                         | 00 30                         | 00 30                         | 00 30                         | 00 30                         | 00 30                         | 00 30                         | 00                            |                               |

### 16 - 31 julio
| Lunes a viernes laborables    |                               |                               |                               |                               |                               |                               |                               |                               |                               |                               |                               |                               |                               |                               |                               |                               |                               |                               |                               |                               |                               |                               |                               |                               |                               |                               |                               |                               |                               |                               |                               |                               |                               |                               |                               |                               |                               |                               |                               |
| Ensanche Norte > Nueva Alcalá | Ensanche Norte > Nueva Alcalá | Ensanche Norte > Nueva Alcalá | Ensanche Norte > Nueva Alcalá | Ensanche Norte > Nueva Alcalá | Ensanche Norte > Nueva Alcalá | Ensanche Norte > Nueva Alcalá | Ensanche Norte > Nueva Alcalá | Ensanche Norte > Nueva Alcalá | Ensanche Norte > Nueva Alcalá | Ensanche Norte > Nueva Alcalá | Ensanche Norte > Nueva Alcalá | Ensanche Norte > Nueva Alcalá | Ensanche Norte > Nueva Alcalá | Ensanche Norte > Nueva Alcalá | Ensanche Norte > Nueva Alcalá | Ensanche Norte > Nueva Alcalá | Ensanche Norte > Nueva Alcalá | Ensanche Norte > Nueva Alcalá | Ensanche Norte > Nueva Alcalá | Nueva Alcalá > Ensanche Norte | Nueva Alcalá > Ensanche Norte | Nueva Alcalá > Ensanche Norte | Nueva Alcalá > Ensanche Norte | Nueva Alcalá > Ensanche Norte | Nueva Alcalá > Ensanche Norte | Nueva Alcalá > Ensanche Norte | Nueva Alcalá > Ensanche Norte | Nueva Alcalá > Ensanche Norte | Nueva Alcalá > Ensanche Norte | Nueva Alcalá > Ensanche Norte | Nueva Alcalá > Ensanche Norte | Nueva Alcalá > Ensanche Norte | Nueva Alcalá > Ensanche Norte | Nueva Alcalá > Ensanche Norte | Nueva Alcalá > Ensanche Norte | Nueva Alcalá > Ensanche Norte | Nueva Alcalá > Ensanche Norte | Nueva Alcalá > Ensanche Norte | Nueva Alcalá > Ensanche Norte |
| 05                            | 06                            | 07                            | 08                            | 09                            | 10                            | 11                            | 12                            | 13                            | 14                            | 15                            | 16                            | 17                            | 18                            | 19                            | 20                            | 21                            | 22                            | 23                            | 00                            | 05                            | 06                            | 07                            | 08                            | 09                            | 10                            | 11                            | 12                            | 13                            | 14                            | 15                            | 16                            | 17                            | 18                            | 19                            | 20                            | 21                            | 22                            | 23                            | 00                            |
| 50                            | 30                            | 00 09 27 45                   | 03 21 39                      | 57 15 33                      | 51 09 27                      | 45 03 21                      | 39 57 15                      | 33 51 09                      | 27 45 03                      | 21 39 57                      | 15 33 51                      | 09 27 45                      | 03 21 39                      | 57 15 33                      | 51 09 27                      | 45 03 21                      | 39 45                         | 00 15 30                      | 00                            | 55                            | 30                            | 00 18 36                      | 54 12 30                      | 48 06 24 42                   | 00 18 36                      | 54 12 30                      | 48 06 24 42                   | 00 18 36                      | 54 12 30                      | 48 06 24 42                   | 00 18 36                      | 54 12 30                      | 48 06 24 42                   | 00 18 36                      | 54 12 30                      | 48 06 24 42                   | 00 18 36                      | 00 15 30                      | 00                            |
| Sábados laborables            |                               |                               |                               |                               |                               |                               |                               |                               |                               |                               |                               |                               |                               |                               |                               |                               |                               |                               |                               |                               |                               |                               |                               |                               |                               |                               |                               |                               |                               |                               |                               |                               |                               |                               |                               |                               |                               |                               |                               |
| Ensanche Norte > Nueva Alcalá | Ensanche Norte > Nueva Alcalá | Ensanche Norte > Nueva Alcalá | Ensanche Norte > Nueva Alcalá | Ensanche Norte > Nueva Alcalá | Ensanche Norte > Nueva Alcalá | Ensanche Norte > Nueva Alcalá | Ensanche Norte > Nueva Alcalá | Ensanche Norte > Nueva Alcalá | Ensanche Norte > Nueva Alcalá | Ensanche Norte > Nueva Alcalá | Ensanche Norte > Nueva Alcalá | Ensanche Norte > Nueva Alcalá | Ensanche Norte > Nueva Alcalá | Ensanche Norte > Nueva Alcalá | Ensanche Norte > Nueva Alcalá | Ensanche Norte > Nueva Alcalá | Ensanche Norte > Nueva Alcalá | Ensanche Norte > Nueva Alcalá | Ensanche Norte > Nueva Alcalá | Nueva Alcalá > Ensanche Norte | Nueva Alcalá > Ensanche Norte | Nueva Alcalá > Ensanche Norte | Nueva Alcalá > Ensanche Norte | Nueva Alcalá > Ensanche Norte | Nueva Alcalá > Ensanche Norte | Nueva Alcalá > Ensanche Norte | Nueva Alcalá > Ensanche Norte | Nueva Alcalá > Ensanche Norte | Nueva Alcalá > Ensanche Norte | Nueva Alcalá > Ensanche Norte | Nueva Alcalá > Ensanche Norte | Nueva Alcalá > Ensanche Norte | Nueva Alcalá > Ensanche Norte | Nueva Alcalá > Ensanche Norte | Nueva Alcalá > Ensanche Norte | Nueva Alcalá > Ensanche Norte | Nueva Alcalá > Ensanche Norte | Nueva Alcalá > Ensanche Norte | Nueva Alcalá > Ensanche Norte |
| 05                            | 06                            | 07                            | 08                            | 09                            | 10                            | 11                            | 12                            | 13                            | 14                            | 15                            | 16                            | 17                            | 18                            | 19                            | 20                            | 21                            | 22                            | 23                            | 00                            | 05                            | 06                            | 07                            | 08                            | 09                            | 10                            | 11                            | 12                            | 13                            | 14                            | 15                            | 16                            | 17                            | 18                            | 19                            | 20                            | 21                            | 22                            | 23                            | 00                            |
| 50                            | 30                            | 00 20 45                      | 15 45                         | 15 45                         | 15 45                         | 15 45                         | 15 45                         | 15 45                         | 15 45                         | 15 45                         | 15 45                         | 15 45                         | 15 45                         | 15 45                         | 15 45                         | 15 45                         | 15 45                         | 15                            | 00                            | 55                            | 30                            | 00 35                         | 00 30                         | 00 30                         | 00 30                         | 00 30                         | 00 30                         | 00 30                         | 00 30                         | 00 30                         | 00 30                         | 00 30                         | 00 30                         | 00 30                         | 00 30                         | 00 30                         | 00 30                         | 00 30                         | 00                            |
| Domingos y festivos           |                               |                               |                               |                               |                               |                               |                               |                               |                               |                               |                               |                               |                               |                               |                               |                               |                               |                               |                               |                               |                               |                               |                               |                               |                               |                               |                               |                               |                               |                               |                               |                               |                               |                               |                               |                               |                               |                               |                               |
| Ensanche Norte > Nueva Alcalá | Ensanche Norte > Nueva Alcalá | Ensanche Norte > Nueva Alcalá | Ensanche Norte > Nueva Alcalá | Ensanche Norte > Nueva Alcalá | Ensanche Norte > Nueva Alcalá | Ensanche Norte > Nueva Alcalá | Ensanche Norte > Nueva Alcalá | Ensanche Norte > Nueva Alcalá | Ensanche Norte > Nueva Alcalá | Ensanche Norte > Nueva Alcalá | Ensanche Norte > Nueva Alcalá | Ensanche Norte > Nueva Alcalá | Ensanche Norte > Nueva Alcalá | Ensanche Norte > Nueva Alcalá | Ensanche Norte > Nueva Alcalá | Ensanche Norte > Nueva Alcalá | Ensanche Norte > Nueva Alcalá | Ensanche Norte > Nueva Alcalá | Ensanche Norte > Nueva Alcalá | Nueva Alcalá > Ensanche Norte | Nueva Alcalá > Ensanche Norte | Nueva Alcalá > Ensanche Norte | Nueva Alcalá > Ensanche Norte | Nueva Alcalá > Ensanche Norte | Nueva Alcalá > Ensanche Norte | Nueva Alcalá > Ensanche Norte | Nueva Alcalá > Ensanche Norte | Nueva Alcalá > Ensanche Norte | Nueva Alcalá > Ensanche Norte | Nueva Alcalá > Ensanche Norte | Nueva Alcalá > Ensanche Norte | Nueva Alcalá > Ensanche Norte | Nueva Alcalá > Ensanche Norte | Nueva Alcalá > Ensanche Norte | Nueva Alcalá > Ensanche Norte | Nueva Alcalá > Ensanche Norte | Nueva Alcalá > Ensanche Norte | Nueva Alcalá > Ensanche Norte | Nueva Alcalá > Ensanche Norte |
| 05                            | 06                            | 07                            | 08                            | 09                            | 10                            | 11                            | 12                            | 13                            | 14                            | 15                            | 16                            | 17                            | 18                            | 19                            | 20                            | 21                            | 22                            | 23                            | 00                            | 05                            | 06                            | 07                            | 08                            | 09                            | 10                            | 11                            | 12                            | 13                            | 14                            | 15                            | 16                            | 17                            | 18                            | 19                            | 20                            | 21                            | 22                            | 23                            | 00                            |
|                               |                               | 00 40                         | 20                            | 00 40                         | 20                            | 00 40                         | 20                            | 00 40                         | 20                            | 00 40                         | 20                            | 00 40                         | 20                            | 00 40                         | 20                            | 00 40                         | 20                            | 00                            |                               | 55                            | 30                            | 00 40                         | 20                            | 00 40                         | 20                            | 00 40                         | 20                            | 00 40                         | 20                            | 00 40                         | 20                            | 00 40                         | 20                            | 00 40                         | 20                            | 00 40                         | 20                            | 00                            |                               |

### 1 - 31 agosto
| Lunes a viernes laborables    |                               |                               |                               |                               |                               |                               |                               |                               |                               |                               |                               |                               |                               |                               |                               |                               |                               |                               |                               |                               |                               |                               |                               |                               |                               |                               |                               |                               |                               |                               |                               |                               |                               |                               |                               |                               |                               |                               |                               |
| Ensanche Norte > Nueva Alcalá | Ensanche Norte > Nueva Alcalá | Ensanche Norte > Nueva Alcalá | Ensanche Norte > Nueva Alcalá | Ensanche Norte > Nueva Alcalá | Ensanche Norte > Nueva Alcalá | Ensanche Norte > Nueva Alcalá | Ensanche Norte > Nueva Alcalá | Ensanche Norte > Nueva Alcalá | Ensanche Norte > Nueva Alcalá | Ensanche Norte > Nueva Alcalá | Ensanche Norte > Nueva Alcalá | Ensanche Norte > Nueva Alcalá | Ensanche Norte > Nueva Alcalá | Ensanche Norte > Nueva Alcalá | Ensanche Norte > Nueva Alcalá | Ensanche Norte > Nueva Alcalá | Ensanche Norte > Nueva Alcalá | Ensanche Norte > Nueva Alcalá | Ensanche Norte > Nueva Alcalá | Nueva Alcalá > Ensanche Norte | Nueva Alcalá > Ensanche Norte | Nueva Alcalá > Ensanche Norte | Nueva Alcalá > Ensanche Norte | Nueva Alcalá > Ensanche Norte | Nueva Alcalá > Ensanche Norte | Nueva Alcalá > Ensanche Norte | Nueva Alcalá > Ensanche Norte | Nueva Alcalá > Ensanche Norte | Nueva Alcalá > Ensanche Norte | Nueva Alcalá > Ensanche Norte | Nueva Alcalá > Ensanche Norte | Nueva Alcalá > Ensanche Norte | Nueva Alcalá > Ensanche Norte | Nueva Alcalá > Ensanche Norte | Nueva Alcalá > Ensanche Norte | Nueva Alcalá > Ensanche Norte | Nueva Alcalá > Ensanche Norte | Nueva Alcalá > Ensanche Norte | Nueva Alcalá > Ensanche Norte |
| 05                            | 06                            | 07                            | 08                            | 09                            | 10                            | 11                            | 12                            | 13                            | 14                            | 15                            | 16                            | 17                            | 18                            | 19                            | 20                            | 21                            | 22                            | 23                            | 00                            | 05                            | 06                            | 07                            | 08                            | 09                            | 10                            | 11                            | 12                            | 13                            | 14                            | 15                            | 16                            | 17                            | 18                            | 19                            | 20                            | 21                            | 22                            | 23                            | 00                            |
| 50                            | 30                            | 00 22 45                      | 07 30 52                      | 15 37                         | 00 22 45                      | 07 30 52                      | 15 37                         | 00 22 45                      | 07 30 52                      | 15 37                         | 00 22 45                      | 07 30 52                      | 15 37                         | 00 22 45                      | 07 30 52                      | 15 37                         | 00 22 45                      | 07 30                         | 00                            | 55                            | 30                            | 00 22 45                      | 07 30 52                      | 15 37                         | 00 22 45                      | 07 30 52                      | 15 37                         | 00 22 45                      | 07 30 52                      | 15 37                         | 00 22 45                      | 07 30 52                      | 15 37                         | 00 22 45                      | 07 30 52                      | 15 37                         | 00 22 45                      | 07 30                         | 00                            |
| Sábados laborables            |                               |                               |                               |                               |                               |                               |                               |                               |                               |                               |                               |                               |                               |                               |                               |                               |                               |                               |                               |                               |                               |                               |                               |                               |                               |                               |                               |                               |                               |                               |                               |                               |                               |                               |                               |                               |                               |                               |                               |
| Ensanche Norte > Nueva Alcalá | Ensanche Norte > Nueva Alcalá | Ensanche Norte > Nueva Alcalá | Ensanche Norte > Nueva Alcalá | Ensanche Norte > Nueva Alcalá | Ensanche Norte > Nueva Alcalá | Ensanche Norte > Nueva Alcalá | Ensanche Norte > Nueva Alcalá | Ensanche Norte > Nueva Alcalá | Ensanche Norte > Nueva Alcalá | Ensanche Norte > Nueva Alcalá | Ensanche Norte > Nueva Alcalá | Ensanche Norte > Nueva Alcalá | Ensanche Norte > Nueva Alcalá | Ensanche Norte > Nueva Alcalá | Ensanche Norte > Nueva Alcalá | Ensanche Norte > Nueva Alcalá | Ensanche Norte > Nueva Alcalá | Ensanche Norte > Nueva Alcalá | Ensanche Norte > Nueva Alcalá | Nueva Alcalá > Ensanche Norte | Nueva Alcalá > Ensanche Norte | Nueva Alcalá > Ensanche Norte | Nueva Alcalá > Ensanche Norte | Nueva Alcalá > Ensanche Norte | Nueva Alcalá > Ensanche Norte | Nueva Alcalá > Ensanche Norte | Nueva Alcalá > Ensanche Norte | Nueva Alcalá > Ensanche Norte | Nueva Alcalá > Ensanche Norte | Nueva Alcalá > Ensanche Norte | Nueva Alcalá > Ensanche Norte | Nueva Alcalá > Ensanche Norte | Nueva Alcalá > Ensanche Norte | Nueva Alcalá > Ensanche Norte | Nueva Alcalá > Ensanche Norte | Nueva Alcalá > Ensanche Norte | Nueva Alcalá > Ensanche Norte | Nueva Alcalá > Ensanche Norte | Nueva Alcalá > Ensanche Norte |
| 05                            | 06                            | 07                            | 08                            | 09                            | 10                            | 11                            | 12                            | 13                            | 14                            | 15                            | 16                            | 17                            | 18                            | 19                            | 20                            | 21                            | 22                            | 23                            | 00                            | 05                            | 06                            | 07                            | 08                            | 09                            | 10                            | 11                            | 12                            | 13                            | 14                            | 15                            | 16                            | 17                            | 18                            | 19                            | 20                            | 21                            | 22                            | 23                            | 00                            |
| 50                            | 30                            | 00 20 45                      | 15 45                         | 15 45                         | 15 45                         | 15 45                         | 15 45                         | 15 45                         | 15 45                         | 15 45                         | 15 45                         | 15 45                         | 15 45                         | 15 45                         | 15 45                         | 15 45                         | 15 45                         | 15                            | 00                            | 55                            | 30                            | 00 35                         | 00 30                         | 00 30                         | 00 30                         | 00 30                         | 00 30                         | 00 30                         | 00 30                         | 00 30                         | 00 30                         | 00 30                         | 00 30                         | 00 30                         | 00 30                         | 00 30                         | 00 30                         | 00 30                         | 00                            |
| Domingos y festivos           |                               |                               |                               |                               |                               |                               |                               |                               |                               |                               |                               |                               |                               |                               |                               |                               |                               |                               |                               |                               |                               |                               |                               |                               |                               |                               |                               |                               |                               |                               |                               |                               |                               |                               |                               |                               |                               |                               |                               |
| Ensanche Norte > Nueva Alcalá | Ensanche Norte > Nueva Alcalá | Ensanche Norte > Nueva Alcalá | Ensanche Norte > Nueva Alcalá | Ensanche Norte > Nueva Alcalá | Ensanche Norte > Nueva Alcalá | Ensanche Norte > Nueva Alcalá | Ensanche Norte > Nueva Alcalá | Ensanche Norte > Nueva Alcalá | Ensanche Norte > Nueva Alcalá | Ensanche Norte > Nueva Alcalá | Ensanche Norte > Nueva Alcalá | Ensanche Norte > Nueva Alcalá | Ensanche Norte > Nueva Alcalá | Ensanche Norte > Nueva Alcalá | Ensanche Norte > Nueva Alcalá | Ensanche Norte > Nueva Alcalá | Ensanche Norte > Nueva Alcalá | Ensanche Norte > Nueva Alcalá | Ensanche Norte > Nueva Alcalá | Nueva Alcalá > Ensanche Norte | Nueva Alcalá > Ensanche Norte | Nueva Alcalá > Ensanche Norte | Nueva Alcalá > Ensanche Norte | Nueva Alcalá > Ensanche Norte | Nueva Alcalá > Ensanche Norte | Nueva Alcalá > Ensanche Norte | Nueva Alcalá > Ensanche Norte | Nueva Alcalá > Ensanche Norte | Nueva Alcalá > Ensanche Norte | Nueva Alcalá > Ensanche Norte | Nueva Alcalá > Ensanche Norte | Nueva Alcalá > Ensanche Norte | Nueva Alcalá > Ensanche Norte | Nueva Alcalá > Ensanche Norte | Nueva Alcalá > Ensanche Norte | Nueva Alcalá > Ensanche Norte | Nueva Alcalá > Ensanche Norte | Nueva Alcalá > Ensanche Norte | Nueva Alcalá > Ensanche Norte |
| 05                            | 06                            | 07                            | 08                            | 09                            | 10                            | 11                            | 12                            | 13                            | 14                            | 15                            | 16                            | 17                            | 18                            | 19                            | 20                            | 21                            | 22                            | 23                            | 00                            | 05                            | 06                            | 07                            | 08                            | 09                            | 10                            | 11                            | 12                            | 13                            | 14                            | 15                            | 16                            | 17                            | 18                            | 19                            | 20                            | 21                            | 22                            | 23                            | 00                            |
|                               |                               | 00 40                         | 20                            | 00 40                         | 20                            | 00 40                         | 20                            | 00 40                         | 20                            | 00 40                         | 20                            | 00 40                         | 20                            | 00 40                         | 20                            | 00 40                         | 20                            | 00                            |                               | 55                            | 30                            | 00 40                         | 20                            | 00 40                         | 20                            | 00 40                         | 20                            | 00 40                         | 20                            | 00 40                         | 20                            | 00 40                         | 20                            | 00 40                         | 20                            | 00 40                         | 20                            | 00                            |                               |

## Recorrido y paradas

### Sentido Nuevo Alcalá
| Código                                                                               | Zona | Localidad         | Denominación                                           | Ubicación                              | Líneas de la parada            | Cercanías         |
| ------------------------------------------------------------------------------------ | ---- | ----------------- | ------------------------------------------------------ | -------------------------------------- | ------------------------------ | ----------------- |
| 20562                                                                                |      | Alcalá de Henares | Avenida de los Jesuitas - Residencia de Mayores        | Calle de Alfonso VII S/Nº              | 3 7 10                         |                   |
| 17082                                                                                |      | Alcalá de Henares | Calle Octavio Paz - Calle de Pablo Neruda              | Calle Octavio Paz Nº31                 | 7                              |                   |
| 17080                                                                                |      | Alcalá de Henares | Calle Octavio Paz - Calle de Camilo José Cela          | Calle Octavio Paz Nº25                 | 7                              |                   |
| 17078                                                                                |      | Alcalá de Henares | Calle Octavio Paz - Calle de Carlos Fuentes            | Calle Octavio Paz Nº19                 | 255 1B 7                       |                   |
| 17076                                                                                |      | Alcalá de Henares | Calle Octavio Paz - Calle de Ernesto Sabato            | Calle Octavio Paz Nº10                 | 255 1B 7                       |                   |
| 17074                                                                                |      | Alcalá de Henares | Calle Dámaso Alonso - Glorieta de Vicente Aleixandre   | Calle Dámaso Alonso Nº20               | 255 1B 7                       |                   |
| 11408                                                                                |      | Alcalá de Henares | Calle de Dámaso Alonso - Glorieta de Jacinto Benavente | Avenida de Benito Pérez Galdós Nº13    | 1B 7                           |                   |
| 11406                                                                                |      | Alcalá de Henares | Calle de Alejo Carpentier - Instituto                  | Calle de Alejo Carpentier Nº1          | 1B 7                           |                   |
| 19256                                                                                |      | Alcalá de Henares | Avenida de Doctor Marañón - Calle de Nuevo Baztán      | Avenida de Doctor Marañón Nº5          | 1B 7                           |                   |
| 20538                                                                                |      | Alcalá de Henares | Avenida de Daganzo - Avenida de Ajalvir                | Avenida de Daganzo S/Nº                | 1B 7                           |                   |
| 06961                                                                                |      | Alcalá de Henares | Avenida de Daganzo - Glorieta del Chorrillo            | Avenida de Daganzo S/N.º               | 227 251 252 254 255 FS2 7 9 11 |                   |
| 20563                                                                                |      | Alcalá de Henares | Calle de Torrelaguna - Calle de Luis Miguel Dominguín  | Calle de Torrelaguna Nº17              | 7                              |                   |
| 06949                                                                                |      | Alcalá de Henares | Calle de Torrelaguna - Parroquia                       | Calle de Torrelaguna Nº1               | 7 8                            |                   |
| 06948                                                                                |      | Alcalá de Henares | Calle de Cánovas del Castillo - Calle de Sagasta       | Calle de Cánovas del Castillo Nº3      | 7 8                            | Alcalá de Henares |
| 07044                                                                                |      | Alcalá de Henares | Calle de Ferraz - Calle de Velázquez                   | Calle de Ferraz Nº14                   | 2 5 7 10                       |                   |
| 07040                                                                                |      | Alcalá de Henares | Avenida de la Caballería Española - Arias Montano      | Avenida de la Caballería Española Nº11 | 3 5 7 10                       |                   |
| 07026                                                                                |      | Alcalá de Henares | Avenida de Guadalajara - Calle de Brihuega             | Avenida de Guadalajara Nº3             | 231 232 271 272 275 6 7 8      |                   |
| 20397                                                                                |      | Alcalá de Henares | Plaza Puerta de Mártires - Calle Azucena               | Calle Azucena Nº1                      | 6 7 10                         |                   |
| 11934                                                                                |      | Alcalá de Henares | Calle Azucena - Calle de Giner de los Ríos             | Calle Azucena Nº6                      | 6 7 10                         |                   |
| Las expediciones de lunes a viernes laborables realizan las siguientes paradas       |      |                   |                                                        |                                        |                                |                   |
| 20395                                                                                |      | Alcalá de Henares | Calle Colegios - Calle de San Pedro y San Pablo        | Calle Colegios Nº3                     | 1A 6 7                         |                   |
| 19890                                                                                |      | Alcalá de Henares | Calle de Santo Tomás de Aquino - Juzgados              | Calle de Santo Tomás de Aquino Nº1     | 1A 7                           |                   |
| Las expediciones de los sábados laborables, domingos y festivos realizan esta parada |      |                   |                                                        |                                        |                                |                   |
| 20402                                                                                |      | Alcalá de Henares | Paseo de Aguadores - Recinto Ferial                    | Paseo de Aguadores Nº1                 | 1A 6 7 10                      |                   |
| Paradas del itinerario habitual                                                      |      |                   |                                                        |                                        |                                |                   |
| 09461                                                                                |      | Alcalá de Henares | Calle Ronda Henares - Calle Gran Canal                 | Calle Ronda Fiscal S/Nº                | 1A 7 10                        |                   |
| 06968                                                                                |      | Alcalá de Henares | Calle Ronda Fiscal - Paseo de Las Moreras              | Calle Ronda Fiscal Nº2                 | 229 231 232 1A 7 10            |                   |
| 20574                                                                                |      | Alcalá de Henares | Paseo de Pastrana - Calle del Río Torcón               | Paseo de Pastrana Nº39                 | 7                              |                   |
| 20575                                                                                |      | Alcalá de Henares | Paseo de Pastrana - Calle de Entrepeñas                | Paseo de Pastrana S/Nº                 | 7                              |                   |
| Paradas realizadas por las expediciones con destino Nueva Alcalá                     |      |                   |                                                        |                                        |                                |                   |
| 06964                                                                                |      | Alcalá de Henares | Calle del Río Manzanares - Calle de Entrepeñas         | Calle del Río Almonte Nº1              | 7                              |                   |
| 06965                                                                                |      | Alcalá de Henares | Calle del Río Manzanzares - Calle del Río Torcón       | Calle del Río Manzanzares Nº7          | 1A 7                           |                   |
| Paradas realizadas por las expediciones con destino el Cementerio                    |      |                   |                                                        |                                        |                                |                   |
| 10076                                                                                |      | Alcalá de Henares | Carretera M-300 - Cementerio Jardín                    | M-300 km. 25,2                         | 231 232 7                      |                   |

### Sentido Ensanche Norte
| Código                                                              | Zona | Localidad         | Denominación                                              | Ubicación                              | Líneas de la parada                               | Cercanías         |
| ------------------------------------------------------------------- | ---- | ----------------- | --------------------------------------------------------- | -------------------------------------- | ------------------------------------------------- | ----------------- |
| Paradas realizadas por las expediciones con inicio en el Cementerio |      |                   |                                                           |                                        |                                                   |                   |
| 10076                                                               |      | Alcalá de Henares | Carretera M-300 - Cementerio Jardín                       | M-300 km. 25,2                         | 231 232 7                                         |                   |
| 06964                                                               |      | Alcalá de Henares | Calle del Río Manzanares - Calle de Entrepeñas            | Calle del Río Almonte Nº1              | 7                                                 |                   |
| Paradas del itinerario común                                        |      |                   |                                                           |                                        |                                                   |                   |
| 06965                                                               |      | Alcalá de Henares | Calle del Río Manzanzares - Calle del Río Torcón          | Calle del Río Manzanzares Nº7          | 1A 7                                              |                   |
| 06967                                                               |      | Alcalá de Henares | Calle Ronda Fiscal - Paseo de Las Moreras                 | Calle Ronda Fiscal Nº2                 | 229 231 232 1B 7 10                               |                   |
| 06969                                                               |      | Alcalá de Henares | Calle Gran Canal - Calle Murano                           | Calle Gran Canal Nº7                   | 1B 6 7                                            |                   |
| 20988                                                               |      | Alcalá de Henares | Ronda de la Pescadería - San Julián                       | Ronda de la Pescadería Nº1             | 1B 6 7                                            |                   |
| 20541                                                               |      | Alcalá de Henares | Calle de Carmen Descalzo - Calle de Santo Tomás de Aquino | Calle Basilios S/Nº                    | 1B 6 7                                            |                   |
| 20958                                                               |      | Alcalá de Henares | Calle Basilios - Plaza Puerta de Aguadores                | Calle Basilios S/Nº                    | 1B 6 7                                            |                   |
| 11935                                                               |      | Alcalá de Henares | Plaza Puerta de Mártires - Calle Teniente Ruiz            | Calle Teniente Ruiz Nº1                | 6 7 10                                            |                   |
| 07018                                                               |      | Alcalá de Henares | Avenida de Guadalajara - Calle de Divino Vallés           | Avenida de Guadalajara Nº8             | 6 7 8                                             |                   |
| 07041                                                               |      | Alcalá de Henares | Avenida de la Caballería Española - Arias Montano         | Avenida de la Caballería Española Nº12 | 3 5 6 7 10                                        |                   |
| 07045                                                               |      | Alcalá de Henares | Calle Ferraz - Calle Goya                                 | Calle Ferraz Nº4                       | 232 250 6 7                                       | Alcalá de Henares |
| 06950                                                               |      | Alcalá de Henares | Calle de Torrelaguna - Parroquia                          | Calle de Torrelaguna Nº2               | 7 8                                               |                   |
| 19891                                                               |      | Alcalá de Henares | Calle de Torrelaguna - Glorieta del Chorrillo             | Calle de Torrelaguna Nº26              | 7 8 260                                           |                   |
| 06960                                                               |      | Alcalá de Henares | Avenida de Daganzo - Glorieta del Chorrillo               | Avenida de Daganzo Nº2A                | 06960 A 251 255 1A 7 06960 B 227 252 254 FS2 9 11 |                   |
| 11430                                                               |      | Alcalá de Henares | Avenida de Doctor Marañón - Calle de Nuevo Baztán         | Avenida de Doctor Marañón Nº8          | 251 255 1A 7                                      |                   |
| 11405                                                               |      | Alcalá de Henares | Calle de Alejo Carpentier - Instituto                     | Calle de Alejo Carpentier Nº1          | 1A 7                                              |                   |
| 11407                                                               |      | Alcalá de Henares | Calle de Dámaso Alonso - Glorieta de Jacinto Benavente    | Calle de Dámaso Alonso Nº14            | 1A 7                                              |                   |
| 11409                                                               |      | Alcalá de Henares | Glorieta de Vicente Aleixandre - Calle Dámaso Alonso      | Glorieta de Vicente Aleixandre Nº2     | 255 1A 7                                          |                   |
| 17075                                                               |      | Alcalá de Henares | Calle Octavio Paz - Calle de Ernesto Sabato               | Calle Octavio Paz Nº10                 | 255 1A 7                                          |                   |
| 17077                                                               |      | Alcalá de Henares | Calle Octavio Paz - Calle de Carlos Fuentes               | Calle Octavio Paz Nº50                 | 255 1A 7                                          |                   |
| 17079                                                               |      | Alcalá de Henares | Calle Octavio Paz - Calle de Camilo José Cela             | Calle Octavio Paz Nº24                 | 7                                                 |                   |
| 17081                                                               |      | Alcalá de Henares | Calle Octavio Paz - Calle de Pablo Neruda                 | Calle Octavio Paz Nº30                 | 7                                                 |                   |
| 12896                                                               |      | Alcalá de Henares | Avenida de los Jesuitas - Residencia de Mayores           | Calle de Alfonso VII S/Nº              | 3 7 10                                            |                   |